# Andança (canção)
"Andança" é uma canção brasileira composta por Edmundo Souto, Paulinho Tapajós e Danilo Caymmi, que se tornou um marco na carreira da cantora Beth Carvalho. Lançada em 1968, a música alcançou o terceiro lugar na fase nacional do terceiro Festival Internacional da Canção daquele ano, interpretada por Beth Carvalho acompanhada dos Golden Boys.
A canção foi incluída no álbum de estreia de Beth Carvalho, também intitulado "Andança", lançado em 1969 pela gravadora Odeon Records. Este trabalho marcou a transição da artista da bossa nova para o samba, consolidando-a como uma das principais intérpretes do gênero no Brasil.
"Andança" tornou-se um clássico da música popular brasileira e foi regravada por diversos artistas ao longo dos anos, incluindo Maria Bethânia, Elis Regina, Emílio Santiago e Fafá de Belém. A interpretação de Beth Carvalho permanece como uma das mais emblemáticas, refletindo sua profunda conexão com o samba e sua habilidade em transmitir emoção através da música.